# 1992年の航空
< 1992年
1991年の航空 - 1992年の航空 - 1993年の航空

## 航空に関する出来事
- 1992年 - フランスのアエロスパシアルとドイツのDASAの、双方のヘリコプター部門が合併してユーロコプターが設立される。
- 1月10日 - トランス・ワールド航空が破産申請を行ったが、運航は継続された。
- 1月11日 - 米連邦航空局がフライトシミュレータを使って、ヘリコプターのパイロットを評価することを承認した。
- 1月15日 - アメリカ空軍の偵察機ロッキードU-2が日本海で失われた。
- 1月18日 - アメリカ空軍のF-4ファントムIIが第一線の任務から引退した。
- 1月28日 - アゼルバイジャンの輸送ヘリコプター、Mi-8が撃墜され、乗員・乗客44人が死亡した。（ナゴルノ・カラバフ戦争）
- 3月 - アメリカ空軍の2機のB-52 ストラトフォートレスがモスクワの近くにロシア空軍基地を訪問した。最初のアメリカ軍用機の旧ソビエト連邦、訪問であった。
- 3月24日 - アメリカ合衆国運輸省が、どの国との間でもオープンスカイ協定を締結すると発表した。最初のオープンスカイ協定が、この年の末、アメリカとオランダの間で結ばれた。

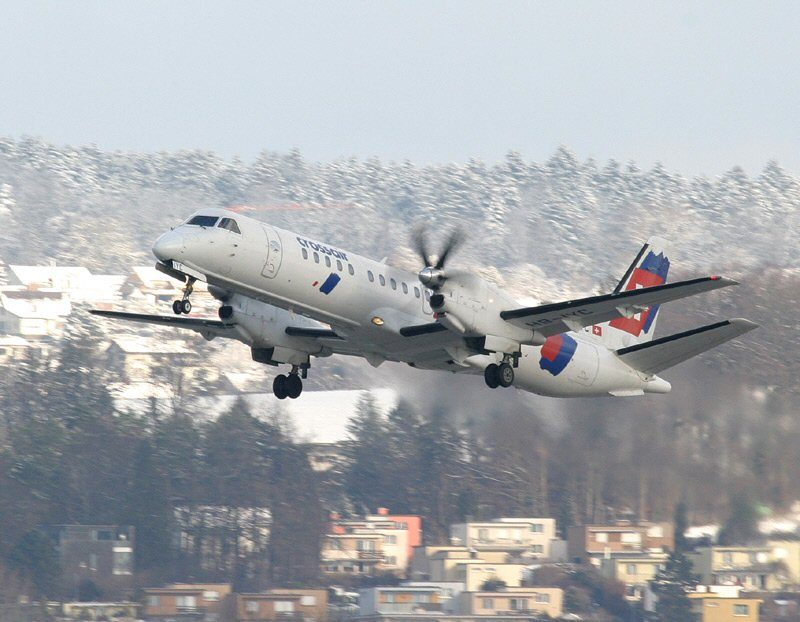
SAAB 2000

- 3月26日 - スウェーデンのターボプロップ双発旅客機、SAAB 2000が初飛行した。
- 4月7日 - アゼルバイジャン航空が設立された。
- 4月24日 - ペルーで対麻薬作戦を行っていた、アメリカ空軍のC-130がペルー空軍のスホーイSu-22の攻撃を受けた。
- 5月 - ロシア連邦の航空会社、S7航空が運行を開始した。
- 5月8日 - デボンポート基地に1919年に埋められたボーイングの初期の水上機の発掘作業が行われたが発見できなかった。
- 5月16日 - アメリカ合衆国の輸送機、C-130の2000機目の機体がロール・アウトした。
- 7月6日 - 最後のF-4ファントムIISが、アメリカ空軍から退役した。
- 7月30日 - ジョン・F・ケネディ国際空港でトランス・ワールド航空のロッキード L-1011が離陸に失敗し、火災をおこしたが11人の負傷者がでた。（「トランス・ワールド航空843便大破事故」）
- 9月 - カンタス航空が、旧オーストラリアン航空を吸収合併した。
- 9月12日 - 毛利衛がスペースシャトル・エンデバーに搭乗し、宇宙空間に向けて出発。
- 9月16日 - アメリカのリチャード・アブルッツォとトロイ・ブラッドリーが気球でアメリカ、メイン州のバンゴアからモロッコのSidi Amar El Kadmiriまでの5,340kmを飛行した。
- 10月4日 - エル・アル航空のボーイング747-200、1862便貨物機がオランダ、アムステルダム近くに墜落し47人が犠牲となった。 （エル・アル航空1862便墜落事故）
- 10月16日 - ニッキー・スミス大尉が、Shawburyの第89教育隊を卒業し、イギリス空軍初の女性ヘリコプターパイロットとなる。
- 12月27日 - サザン・ウォッチ作戦実行中のアメリカ空軍のF-16ファイティングファルコンが、イラク南部の飛行禁止空域でイラク空軍のMiG-25を撃墜した。

## 1992年に初飛行した機体の画像

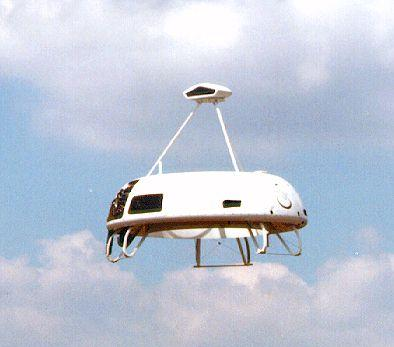
サイファー （4月）
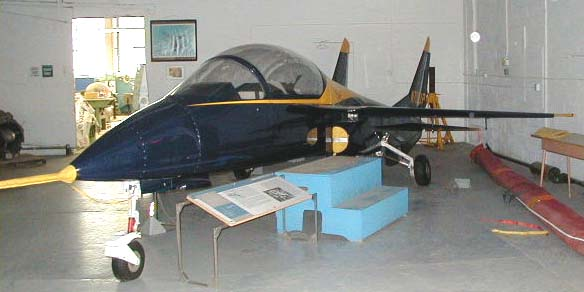
Bede BD-10 （7月8日）

## 航空に関する賞の受賞者
- デラボー賞
  - ジョン・クレイトン (USA)、リチャード・ヒーブ (USA)、トーマス・エイカーズ (USA)、ピエール・ソーイッツ (USA)、リチャード・リチャーズ (USA)、 リチャード・アブルッツォ (USA) 、トロイ・ブラッドリー (USA)